# یوریکو چیبا
یوریکو چیبا (انگلیسی: Yuriko Chiba؛  – ) پویانما اهل ژاپن بود.